# Harold E. Palmer
Harold Eduard Palmer, obvykle jen Harold E. Palmer (6. března 1877 – 16. listopadu 1949) byl anglický lingvista, fonetik, a průkopník v oblasti akvizice anglického jazyka a její výuky. Obzvlášť se věnoval Ústní Metodě. Trávil 14 let v Japonsku a zde zreformoval systém výuky anglického jazyka. Významně přispěl k vývoji aplikované lingvistiky 20. století.
Palmer se narodil v Londýně. Mezi roky 1892 – 1893 studoval ve Francii. V roce 1902 se stěhoval do Belgie kde učil angličtinu ve škole Berlitz. V roce 1903 založil svoji vlastní školu. V roce 1915 začal učit na University College London. V roce 1922 dostal pozvaní od Masataro Sawayanagi, Kojiro Matsukata a odjel do Japonska. V Japonsku se stál „Lingvistickým poradcem“ Ministerstva Vzdělaní. V roce 1923 založil Institute for Research in English Teaching (IRET), nyní Institute for Research in Language Teaching (IRLT), a stál se jeho ředitelem. Založil také publikace institutu, Bulletin. V roce 1935 dostal cenu D. Litt od Tokyo Imperial University. V roce 1936 se vrátil do Anglie a stal se konzultantem pro nakladatelství Longmans Green. V roce 1937 vydal knihu Thousand-Word English.